# Saint-Silvain-Bas-le-Roc
 Saint-Silvain-Bas-le-Roc  là một xã thuộc tỉnh Creuse trong vùng Nouvelle-Aquitaine miền trung nước Pháp.

## Geography
The river Petite Creuse forms all of the commune's northern border.